# San José del Guaviare
San José del Guaviare es un municipio colombiano, capital del departamento de Guaviare. Comenzó a formarse en 1960, vinculado a las actividades colonizadoras de la región selvática y como núcleo de apoyo a las mismas. En 1976 recibió el estatus de municipio y su crecimiento demográfico, desde entonces, se ha proyectado rápidamente. El departamento fue marcado por la violencia y los cultivos ilícitos en Colombia, pero los esfuerzos del gobierno han permitido que sus habitantes se concentren cada vez más en actividades agrícolas y pecuarias.

## Transporte
El municipio está conectado a la red vial nacional por medio de una carretera que atraviesa los Llanos Orientales pasando por la ciudad de Villavicencio, Meta y llegando hasta la capital del departamento del Guaviare; esa carretera continúa hacia el sur, uniendo a la Capital del departamento con los demás municipios que componen el Guaviare como lo es el municipio del Retorno y Calamar, Guaviare. La empresa Flota la Macarena presta sus servicios entre la ciudad de Bogotá. DC y la Capital Guaviarense, por otra parte la empresa Cootransguaviare cubre rutas desde San José del Guaviare hasta el municipio de Granada_(Meta).
También cuenta con el Aeropuerto Jorge Enrique González Torres de categoría C en donde cuenta con  Aerolíneas comerciales las cuales son Satena, Clic y Easyfly con once frecuencias semanales entre Bogotá y San José del Guaviare. Cuenta con la empresa de carga Aero Caribe S.A. cubriendo rutas entre Bogotá, la capital del Meta y la Capital Guaviarense uniendo al departamento del Guaviare con el centro del país y los demás departamentos del sur de Colombia llevando el transporte de carga aéreo.

## División político-administrativa
Su cabecera municipal se encuentra dividida en los siguientes barrios: 
Centro, Veinte de Julio, Primero de Octubre, El Porvenir, La Esperanza, Villa del Parque, Modelo, El Dorado, Villa del Prado, Villa Angela, Santander, Santa Rosita, Bello Horizonte, Divino Niño, Popular, Remanso, Coopsagua, Villa Andrea, San Jorge, La Granja, El Triunfo, San Ignacio, Villa Unión, Primero de Mayo, Comunero, El Progreso, La Paz y San José.  Además, de los asentamientos: El Diamante, Santo Domingo y Villa Alejandra.
Es una ciudad de amplias avenidas que se entrecruzan, puerto fluvial, variados parques, un muelle sobre el río Guaviare, dinámica y con comercios de distinta índole. 

### Corregimientos
San José del Guaviare tiene constituido los siguientes corregimientos:
| Corregimiento      | Centros Poblados | Veredas |
| Charras - Boquerón | - Boquerón - Caño Blanco II - Charras - El Morro - La Esmeralda - Mocuare - Resbalón - Sabanas de la Fuga - Villa Alejandra II | Campoalegre, Las Dunas, Manglares, Caño Blanco III, El Horizonte, San Luis, Guayabales, San Luis de Los Aires, Bocas de la Fuga, Los Gualandayes, Nare, Puerto Nare, Damas del Nare, Caño Makú, Guanapalo, Charrasquera, Caño Negro, Caño Guarnizo, Caño Cumare, Unión Buenos Aires, Pipiral, La Siberia, Caño Danta, La Rompida, Arawato, Trapiche Bajo, El Palmar. |
| El Capricho        | - Cachicamo - El Capricho - El Triunfo - La Carpa - La Catalina - Miralindo - Picalojo - Puerto Nuevo                          | Argentina, Alto Cachicamo, San Jorge, Miraflores, Angoleta, Yarumales, Corrientoso, Bajo Vergel, El Charcón, El Dorado, Las Orquídeas, El Cristal, Las Colinas, Retiro de Caño Lajas, Tortugas, Caño Pescado, El Chuapal, El Rosal, Cerritos Alto, El Paraíso, Caño Flauta, Caño Tigre, Manatiales.                                                                  |
| Tomachipán         | - Tomachipán | Las Golondrinas, Caño Macusito, Moscú, Mesa de La Lindosa. |

Por otra parte, el Municipio de San José del Guaviare tiene los siguientes centros poblados que no se le han constituido o asignado algún corregimiento:
- Caracol
- Cerro Azul
- El Refugio
- Guacamayas
- Las Acacias
- Puerto Arturo
- Raudal del Guayabero

## Historia
Especialmente sobre las orillas de los ríos de la región, habitaban pueblos indígenas de las familias lingüísticas guahibo (como los guayaberos y sikuani). La región también albergó pueblos de las familias arawak (como los piapoco y kurripakos) y tucano (como los cubeos), así como a los tinigua y los puinave, los que vivían de la caza, pesca y horticultura. El interior de la selva está poblado desde hace siglos por los nukak, antes conocidos como macú.
A comienzos del siglo XX, varios colonos penetraron a la región por el río Guaviare y construyeron sus ranchos sobre su margen derecha. Posteriormente, fueron llegando los caucheros en su paso hacia Calamar y poco a poco se fue formando el pueblo-origen de la actual capital departamental; aquello sucedía en 1910. Los señores Homero Benjumea, Dionisio Rodríguez, Pablo Espitia, Félix Restrepo, Carlos Durán y Nepomuceno González, que llegaron al caserío el 19 de marzo de ese año, lo bautizaron con el nombre del santo: San José y le agregaron el nombre del río. Al fundarse Mitú en 1931 por Miguel Cuervo Araoz, comisario del Vaupés, y ser trasladada a ella la capital de la comisaría, Calamar, que era el pueblo donde funcionaba, casi desaparece; pero en cambio, San José del Guaviare experimentó un gran surgimiento. En los viajes que se realizaban entre San José del Guaviare y Calamar tuvieron su origen varias poblaciones, entre las que está la del actual municipio de El Retorno.
En 1943 se impulsó el comercio con la creación del primer granero, además en 1950 se inauguraron las primeras iglesias y escuelas. La violencia que tuvo lugar en 1952, hizo que las casas fueron incendiadas y sus habitantes se dispersaran para volver al poco tiempo, y se debió reconstruir el pueblo casi en su totalidad; hacia 1958 se creó la primera empresa pesquera.
A partir del 7 de junio de 1976, cuando San José fue erigido municipio, empezó una época de progreso y crecimiento continuo. Haciendo que al año siguiente se creara la Comisaría del Guaviare con capital en San José del Guaviare. El 5 de julio de 1991 La nueva Constitución Política de Colombia erigió a la antigua comisaría a la categoría de departamento, manteniéndolo como capital.

## Geografía
San José del Guaviare, la capital del departamento de Guaviare, se sitúa en la parte norte de esta división político-administrativa, en una extensión de 42 327 kilómetros cuadrados. La cabecera municipal está a 175 metros sobre el nivel del mar, aproximadamente a 400 km al sur de la ciudad de Bogotá, con coordenadas 2°34′15″N 72°38′25″O / 2.57083, -72.64028
Su terreno es principalmente plano, correspondientes a la transición entre la Orinoquía y la Amazonía, y es regado por varios cursos de agua, entre los que destacan los ríos Guaviare y Guayabero, que además le sirven para comunicarse con las poblaciones cercanas, dentro y fuera del departamento. El río Inírida sirve para delimitar el sudeste del municipio.
La mayoría del territorio está constituido por selvas húmedas tropicales y bosques de galería, aunque en la parte norte se hallan sabanas naturales. En las áreas de influencia de las carreteras y trochas que parten de la cabecera municipal y en diversos puntos de colonización existen terrenos intervenidos donde los bosques han sido substituidos por diversos cultivos o por pastos. 
Comparte con el departamento de Meta el parque nacional natural Serranía de la Macarena; con el departamento de Caquetá, el parque nacional natural de Chiribiquete y con el municipio de El Retorno, la reserva natural Nukak. El resguardo de los nukak cubre más del 20 % de la extensión del municipio. Cuenta además con varios resguardos de los indígenas guayabero, sikuani, tucano, desano, piratapuyo y kurripako.
Existen en la región atractivos paisajes de singular belleza, como la serranía de Chiribiquete, declarada parque nacional natural, la cual tiene paredes casi verticales de aspecto espectacular, y numerosos ríos con sus raudales rodeados de espesa selva; se destacan como atractivos turísticos: las serranías de San José y la Lindosa con sus pinturas rupestres (Cerro Azul), los afloramientos rocosos de la "Ciudad de Piedra", el Arco de Orión, Puentes Naturales y Los Túneles, Cascada el Diamante, los ríos Inírida y Espejo, el raudal de Tomachipán, las sabanas de la Fuga, La Laguna Damas del Nare donde su espectacular avistamiento del Delfín de agua dulce (Inia geoffrensis) hace que sea un paraíso de Toninas, la Cascada del Amor y Las Delicias, el Rincón de los Toros y los balnearios de los pozos naturales, Agua Bonita, Trankilandia y Picapiedra.

### Límites municipales
San José del Guaviare está delimitada en gran parte de su territorio por los departamentos vecinos del Meta y Guainía, siendo la parte sur los municipios aledaños a su propio departamento.
| Noroeste: La Macarena y Vista Hermosa ( Meta) (Río Guayabero) | Norte: Puerto Rico y Puerto Concordia ( Meta) (Ríos Guayabero y Guaviare) | Nordeste: Mapiripán ( Meta) (Río Guaviare)      |
| Oeste: La Macarena (Meridiano 73°, 6')                        |                                                                           | Este: Barrancominas y Morichal Nuevo ( Guainía) |
| Suroeste: Calamar                                             | Sur: El Retorno                                                           | Sureste: El Retorno (Río Inírida)               |

## Economía
Económicamente San José del Guaviare depende principalmente del sector agropecuario y pesquero y de las actividades propias de la prestación de servicios. El sector de servicios turísticos ha tomado un auge reciente. Productos derivados de la flora amazónica son ofrecidos en variados comercios.
La economía del Guaviare se fundamenta principalmente en la agricultura: plátano, yuca, cacao, caña miel y caucho. La pesca y la ganadería constituyen otro de los renglones fundamentales en la economía del departamento. Los principales productos artesanales son escobas y cepillos fabricados con fibra de palma de chiquichiqui y otras artesanías elaborados en su mayor parte por los indígenas nukak.

## Medios de comunicación

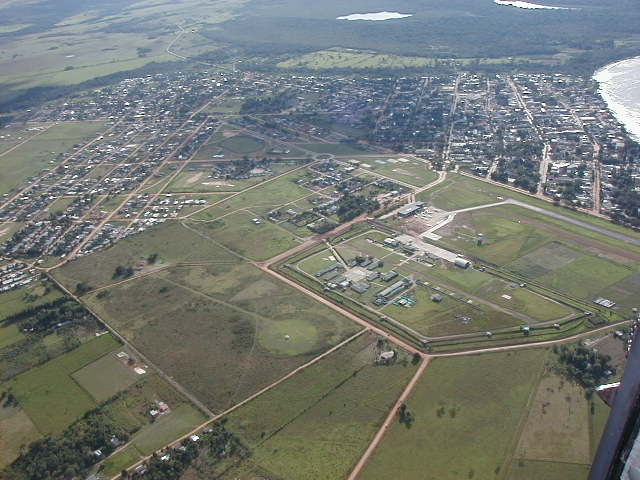
Vista aérea de la ciudad.

### Televisión abierta
La ciudad es sede de un canal regional público, Canal Trece, En la ciudad se emiten los tres canales nacionales privados Canal 1, Caracol Televisión y Canal RCN y los dos canales nacionales públicos Canal Institucional y Señal Colombia.

### Televisión por suscripción
La ciudad cuenta con múltiples servicios de televisión satelital digital como DirecTV, Claro y Movistar, y televisión digital por cable ofrecido por Claro, Tigo, HV Televisión, Movistar, Fiesta Telecomunicaciones, Colombia Más TV que ofrece el servicio de televisión digital por red ADSL y GPON (IPTV), y análoga y digital por red bidireccional (HFC), el servicio de televisión digital virtual ofrecida por la red GPON (IPTV) de ETB, Claro, Movistar, Tigo y de pequeños sistemas de televisión por cable.

### Emisoras de radio
En San José del Guaviare están establecidas todas las grandes cadenas radiales del país y sus distintas emisoras en AM, FM, y en TDT, en un 70 % de las emisoras de FM está disponible el servicio RDS.

## Deportes y entretenimiento

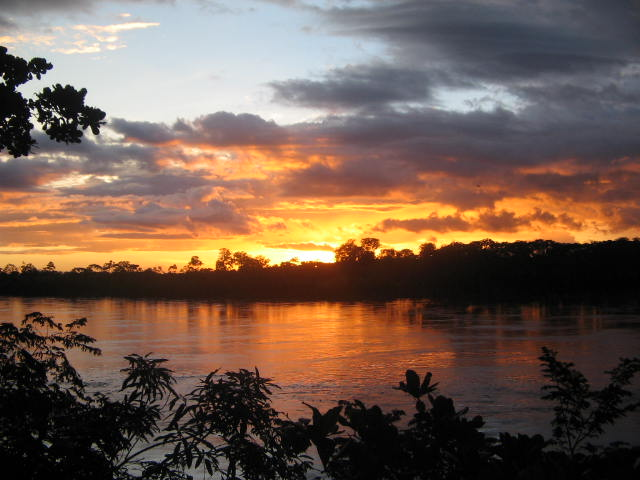
Río Guaviare.

En el Municipio de San José hay un afinidad de su gente en los deportes de: voleibol, fútbol, baloncesto, rugby, motocross, ajedrez, coleo, ciclismo, ciclo montañismo, caminatas turísticas, viajar por las trochas con carreteras que de veras es una aventura recorrer y conocer sus sitios naturales arqueológicos
El río Guaviare permite la navegación de embarcaciones mayores y menores; cuenta con una inspección fluvial, ubicada en San José del Guaviare. El servicio aéreo constituye uno de los principales medios de comunicación; se presta a través de dos aeródromos ubicados en los municipios de San José del Guaviare y Miraflores que los comunican entre sí, la aerolínea estatal Satena presta sus servicios en esta región.
La ciudad fue uno de los escenarios de la serie colombiana Escobar, el patrón del mal.

## Estructura organizacional municipal
| San José de Guaviare | San José de Guaviare | San José de Guaviare       |
| Departamento         | Código DANE          | Categoría municipal (2023) |
| -------------------- | -------------------- | -------------------------- |
| Guaviare             | 95001                | Sexta                      |

- Personería: Es un centro del Ministerio Público de Colombia que ejerce, vigila y hace control sobre la gestión de las alcaldías y entes descentralizados; velan por la promoción y protección de los derechos humanos; vigilan el debido proceso, la conservación del medio ambiente, el patrimonio público y la prestación eficiente de los servicios públicos, garantizando a la ciudadanía la defensa de sus derechos e intereses.

El actual Personero municipal es Juan Ramírez Palacio (2024-2027).
- Concejo Municipal: Es la suprema autoridad política del municipio. En materia administrativa sus atribuciones son de carácter normativo. También le corresponde vigilar y hacer control político a la administración municipal. Se regulan por los reglamentos internos de la corporación en el marco de la Constitución Política Colombiana (artículo 313) y las leyes, en especial la Ley 136 de 1994 y la Ley 1551 de 2012. Constituido por x concejales por un periodo de 4 años.

Constituido por 15 concejales por un periodo de 4 años.
- Alcaldía Municipal: En esta se encuentra la administración municipal y las entidades descentralizadas del municipio.

El Alcalde se pronuncia mediante decretos y se desempeña como representante legal, judicial y extrajudicial del municipio. El actual Alcalde municipal es Willy Rodríguez Rojas (2024-2027), elegido por voto popular.
- JAL.